# بيتر أدامسون
بيتر سكوت أدامسون (بالإنجليزية: Peter Adamson)‏ (ولد في 10 أغسطس 1972) هو أكاديمي أمريكي وأستاذ الفلسفة الإسلامية والقديمة في جامعة لودفيغ ماكسيميليان في ميونخ.